# نهائي كوبا ليبرتادوريس 1971
كانت بطولة كوبا ليبرتادوريس الأمريكية لعام 1971 عبارة عن مسابقة لكرة القدم يتم التنافس عليها بين الأندية الكبرى في اتحاد الكونميبول. فاز فريق ناسيونال الأوروغوياني بالمسابقة بفوزه على الفريق الأرجنتيني إستوديانتيس دي لا بلاتا 2-0 في مباراة فاصلة أقيمت في ملعب بيرو الوطني في ليما، بيرو، بعد انتهاء سلسلة المباراتين (في لا بلاتا ومونتيفيديو) بفوز واحد لكل جانب.
كانت هذه هي المرة الأولى التي يفوز فيها ناسيونال بكأس ليبرتادوريس، بعد ثلاث نهائيات من قبل دون نجاح. خلافًا لذلك، خسر إستوديانتس أول نهائي له بعد فوزه بثلاث ألقاب متتالية.

## الفرق المتأهلة
| فريق                    | مشاركات سابقة (الخط الغليظ يشير إلى فوز) |
| ----------------------- | ---------------------------------------- |
| إستوديانتيس دي لا بلاتا | 1968 ، 1969 ، 1970                       |
| ناسيونال                | 1964، 1967، 1969                         |